# Mirindiba-bagre
Mirindiba (Lafoensia glyptocarpa, Koehne), também conhecida como mirindiba-bagre, louro-de-são-paulo, mirinduva, dedaleiro e mirindiba-rosa é uma árvore da família das litráceas, nativa do Brasil.

## Características
Chega aos 25 m de altura, com tronco de até 60 cm de diâmetro.
Caracteriza-se pelas suas folhas simples, luzidias, de pequena dimensão (3–6 cm de comprimento por 2-4 de largura) e permanentes, formando uma copa arredondada com cerca de 6 m de diâmetro. A copa e a folhagem são vistosas.
É uma árvore de crescimento médio ou rápido, chega a 3 m de altura em dois anos.

## Ecologia
Nativa da floresta ombrófila densa da Mata Atlântica, da Bahia, Espírito Santo, Rio de Janeiro e São Paulo. Ocorre no interior da mata primária densa e também em formações secundárias. Sua dispersão é irregular e restrita.
Planta rústica, é recomendada para a recuperação de áreas degradadas. A árvore, semidecídua, é pouco exigente de solo. É bastante usada em arborização urbana no sudeste do Brasil.
Floresce de julho a setembro, dando origem a flores brancas ou rosas. Frutifica de agosto a novembro, formando cápsulas deiscentes. A polinização da planta é realizada por morcegos.
A dispersão das sementes é anemocórica, a taxa de germinação superior a 50%, e as sementes podem ser armazenadas por até 4 meses.
As sementes podem ser coletadas no chão em torno da árvore, já que os frutos semiabertos caem ao chão e várias sementes chegam a germinar no local. As mudas feitas a partir destas sementes podem ser plantadas em 6-7 meses.